# Rouvroy-sur-Audry
Rouvroy-sur-Audry és un municipi francès situat al departament de les Ardenes i a la regió del Gran Est. L'any 2007 tenia 562 habitants.

## Demografia

### Població
El 2007 la població de fet de Rouvroy-sur-Audry era de 562 persones. Hi havia 212 famílies de les quals 40 eren unipersonals (16 homes vivint sols i 24 dones vivint soles), 76 parelles sense fills, 68 parelles amb fills i 28 famílies monoparentals amb fills.
La població ha evolucionat segons el següent gràfic:
Habitants censats

### Habitatges
El 2007 hi havia 215 habitatges, 208 eren l'habitatge principal de la família, 2 eren segones residències i 5 estaven desocupats. 190 eren cases i 24 eren apartaments. Dels 208 habitatges principals, 151 estaven ocupats pels seus propietaris, 53 estaven llogats i ocupats pels llogaters i 4 estaven cedits a títol gratuït; 8 tenien dues cambres, 19 en tenien tres, 72 en tenien quatre i 109 en tenien cinc o més. 156 habitatges disposaven pel capbaix d'una plaça de pàrquing. A 91 habitatges hi havia un automòbil i a 96 n'hi havia dos o més.

### Piràmide de població
La piràmide de població per edats i sexe el 2009 era:
| Homes | Edats   | Dones |
| ----- | ------- | ----- |
| 0     | 95 o +  | 0     |
| 0     | 90 a 94 | 0     |
| 8     | 85 a 89 | 4     |
| 0     | 80 a 84 | 0     |
| 8     | 75 a 79 | 8     |
| 0     | 70 a 74 | 4     |
| 8     | 65 a 69 | 4     |
| 20    | 60 a 64 | 16    |
| 8     | 55 a 59 | 8     |
| 24    | 50 a 54 | 28    |
| 28    | 45 a 49 | 24    |
| 20    | 40 a 44 | 28    |
| 12    | 35 a 39 | 20    |
| 28    | 30 a 34 | 12    |
| 20    | 25 a 29 | 32    |
| 16    | 20 a 24 | 24    |
| 8     | 15 a 19 | 4     |
| 12    | 10 a 14 | 16    |
| 16    | 5 a 9   | 28    |
| 16    | 0 a 4   | 20    |

## Economia
El 2007 la població en edat de treballar era de 361 persones, 252 eren actives i 109 eren inactives. De les 252 persones actives 222 estaven ocupades (135 homes i 87 dones) i 30 estaven aturades (13 homes i 17 dones). De les 109 persones inactives 31 estaven jubilades, 23 estaven estudiant i 55 estaven classificades com a «altres inactius».

### Ingressos
El 2009 a Rouvroy-sur-Audry hi havia 212 unitats fiscals que integraven 562 persones, la mediana anual d'ingressos fiscals per persona era de 15.160 €.

### Activitats econòmiques
Dels 43 establiments que hi havia el 2007, 2 eren d'empreses alimentàries, 1 d'una empresa de fabricació d'altres productes industrials, 7 d'empreses de construcció, 10 d'empreses de comerç i reparació d'automòbils, 2 d'empreses de transport, 1 d'una empresa d'hostatgeria i restauració, 1 d'una empresa financera, 6 d'empreses immobiliàries, 2 d'empreses de serveis, 9 d'entitats de l'administració pública i 2 d'empreses classificades com a «altres activitats de serveis».
Dels 10 establiments de servei als particulars que hi havia el 2009, 2 eren tallers de reparació d'automòbils i de material agrícola, 1 paleta, 1 fusteria, 3 lampisteries, 1 electricista, 1 perruqueria i 1 tintoreria.
Dels 3 establiments comercials que hi havia el 2009, 1 era una botiga de menys de 120 m², 1 una peixateria i 1 una joieria.
L'any 2000 a Rouvroy-sur-Audry hi havia 6 explotacions agrícoles que ocupaven un total de 720 hectàrees.

## Equipaments sanitaris i escolars
L'únic equipament sanitari que hi havia el 2009 era una farmàcia. El 2009 hi havia una escola elemental.

## Poblacions més properes
El següent diagrama mostra les poblacions més properes.